# Моріс Дюфрасн (стадіон)
«Моріс Дюфрасн» (фр. Stade Maurice Dufrasne) — футбольний стадіон у місті Льєж, Бельгія, домашня арена ФК «Стандард».
Стадіон відкритий 1909 року. Названий на честь Моріса Дюфрасна, п'ятого президента «Стандарда». У 1925 році місткість стадіону збільшили до 20 000 місць. У 1940 році побудували велику трибуну на бетонній основі на 10 000 місць. Найбільшої місткости досягнули в 1973 році: тоді вона становила 43 000 місць. У результаті реконструкцій 1985, 1992 і 1995 років побудовані три нові трибуни. У 1999 році після чергової перебудови в рамках підготовки до Чемпіонату Європи з футболу 2000 року, матчі якого арена приймала, місткість стадіону становить 30 023 місця. У 2006 році стадіон отримав нове поле з підігрівом газону.
У грудні 2009 року «Стандард» оголосив про плани збільшити місткість стадіону до 50 000 місць, метою чого була, зокрема, можливість взяти участь у відборі стадіонів у рамках заявки Бельгії на право проведення Чемпіонату світу з футболу 2018 року та Чемпіонату світу з футболу 2022 року. Але після того, як право на проведення чемпіонатів світу отримали Росія та Катар, плани розширення стадіону так і не були реалізовані.